# Limbaži
Limbaži és un poble del municipi homònim, del qual és el centre administratiu, al nord de Letònia, està situat a l'antiga regió de Vidzeme. És a uns 90 km de la capital de l'estat Riga. Durant l'edat mitjana, com a part de Livònia, Limbaži era una ciutat fortificada amb muralles de pedra, segona en importància després de Riga .

## Història
A l'antiguitat, era un assentament de Livònia conegut com a «Lemisele», a la costa del golf de Riga. A començaments del segle xiii, el bisbe Albert de Buxhövden i els cavallers teutònics van destruir el llogaret, i van construir un castell, al voltant del qual es va formar la nova ciutat, Lemsahl.
Fins principis del segle xvi, Lemsahl va ser un port on acudien vaixells des de tan lluny com Lübeck i Copenhaguen per comerciar amb la mel, la cera, la fusta, el gra, i les pells. El campament petit que envoltava el castell es va convertir en una gran ciutat, i va ser admesa a la Lliga Hanseàtica. Cada any, Lemsahl organitzava una conferència a la que assistien els barons de tot Livònia, i també va ser seu d'almenys altres tres fires anuals. Durant aquestes fires, la ciutat va poder haver tingut un màxim de fins a 20.000 persones a la vegada. A més a més, el bisbe de Riga va fer de Lemsahl la seva residència de primavera, que va convertir en una ciutat emmurallada per protegir tant el bisbe com el centre comercial. En nombre de població, Lemsahl va ser només superada per Riga.
Durant la Guerra de Livònia, Ivan el Terrible i les seves forces van incendiar Lemsahl el 1558, els seus habitants van fugir als boscos propers i pantans a la recerca de refugi. La ciutat va ser novament incendiada pels suecs el 1567, i pels russos el 1575. El 1602, els suecs i polonesos van lluitar per la ciutat, demolint completament les seves fortificacions i muralles. En el moment que les guerres havien acabat, la ciutat estava tan destruïda que solament tres cases i un grapat de residents es mantenien.
Mentre sota el govern de Suècia, el poble va passar a dir-se Limbaži en algun moment del segle xvii. Durant la Gran Guerra del Nord, Vidzeme va ser completament arrasada per les tropes de Pere el Gran. Encara que segons compte una llegenda, mentre l'exèrcit rus buscava la ciutat de Limbaži, per haver-hi una densa boira l'exèrcit rus es va perdre i després d'ensopegar en cercles ells mateixos, els soldats van creure que el poble no existia i van seguir endavant, així Limbaži va sobreviure a la guerra indemne.
La ciutat va ser completament incendiada novament el 1747, i després d'això es va començar a desenvolupar l'actual traçament de la ciutat. Al segle xix, la ciutat va començar a créixer novament. El 1821 hi havia 674 habitants, però el 1900 n'hi havia al voltant de 2000. El 1876, es va fundar "Limbažu Filcs", l'empresa més antiga de la ciutat, que també va assegurar ocupació per a generacions d'habitants de la ciutat. La primera biblioteca va ser construïda en aquest mateix segle i es van obrir diverses editorials, la més gran va ser «Kārlis Paucītis» (1901-1953).

## Persones notables
- Kārlis Baumanis (1835 - 1905), compositor, autor de Dievs, svētī Latviju!